# Bálteo

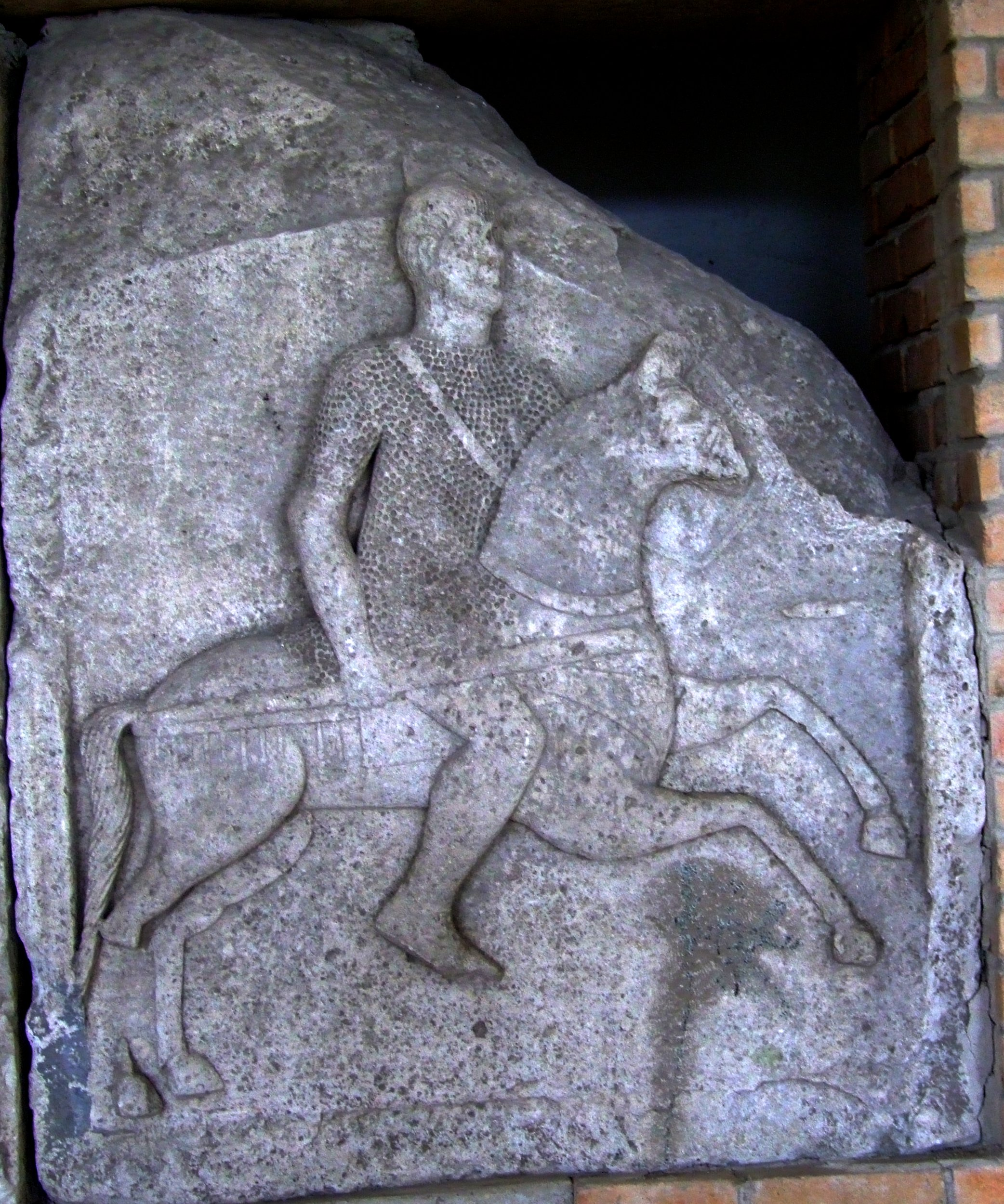
Metopa con soldado de caballería llevando un bálteo colocado sobre el hombro derecho. Monumento Tropaeum Traiani del 109, en lo que ahora es Rumanía.

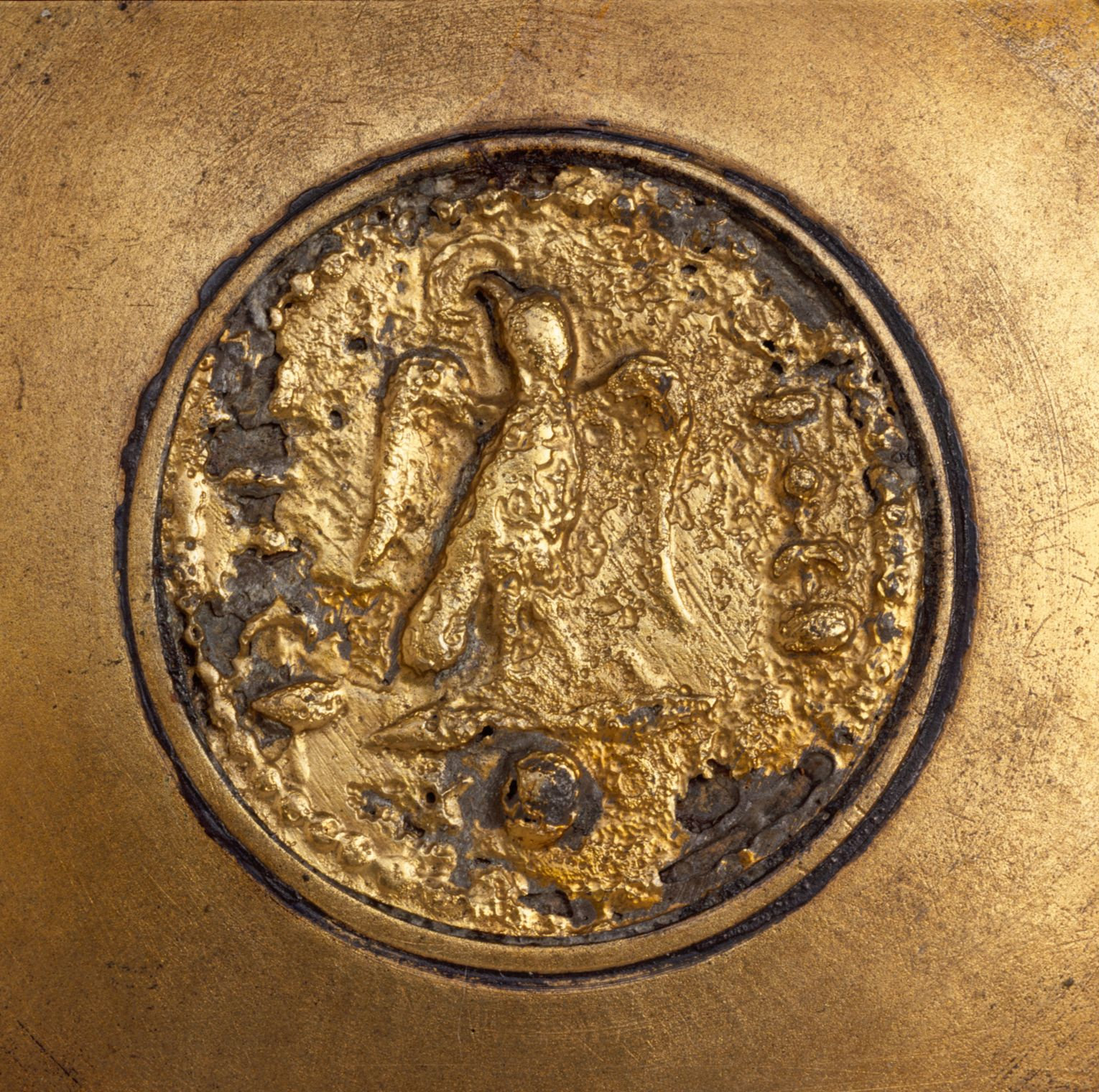
Herraje de bronce de un bálteo con águila.

Un bálteo (en latín: Balteus; pl. Baltea) o télamo (en griego: τελαμών; telamón) es un cíngulo militar o una insignia de oficial, que se usaba antiguamente para sostener un arma.  En la Antigua Grecia y la Antigua Roma, una correa, correa para el hombro o correaje comúnmente utilizado por los soldados para sostener un arma, generalmente, la espada. Debido a que la espada, en un soldado diestro, estaba en la cadera izquierda, el bálteo se apoyaba sobre el hombro derecho y pasaba oblicuamente sobre el pecho.

## Historia
En tiempos homéricos, los griegos también utilizaban un bálteo para sostener el escudo, más grande y ancho que se  colocaba sobre el otro, sostenido por el hombro opuesto, pero debido a que no era muy cómodo, fue reemplazado con la invención del escudo clípeo cario. El desuso temprano del bálteo para llevar el escudo es evidenciado por el hecho de que esta parte nunca se ha mostrado en pinturas o esculturas. Un tercer uso del bálteo fue sostener el carcaj y, a veces, junto con el arco.
Aparece también bálteo en el Libro de Job XII:18:

Balteum regum dissolvit , et proecingit fune renes eorum.
"Suelta los bálteos (ataduras) que imponen los reyes y ata con una cuerda sus cinturas".

También existía un cinturón similar usado por los romanos, particularmente por los soldados, llamado cintus (pl. cinti) que se abrochaba en la cintura. La palabra accintus que significa soldado (literalmente, 'ceñido' en batalla) atestigua este diferente uso.

## Diseño
El bálteo estaba hecho usualmente de cuero, pero podía estar adornada con oro, plata y piedras preciosas y en las artes aparece frecuentemente bordado o en relieve. Los bálteos de los emperadores romanos estaban muy ornamentados y, hasta existía un oficial especial llamado balteario (en latín: baltearius) que era responsable de ellos en el palacio imperial.
Desde la Antigua Roma, también podría llamarse cíngulo militar, que usualmente llevaba tiras de cuero con herrajes a modo de una especie de delantales que cubrían la zona púbica. Sin embargo no se cree que tuviera función defensiva, sino que la hipótesis más probable es que al marchar, podría resaltar el sonido de los pasos como unas sonajas que infundieran miedo al enemigo.
El uso del bálteo como distintivo de honor, principalmente entre los militares, es antiquísimo como insignia militar de oficial para reconocer su escalafón.

## Uso actual

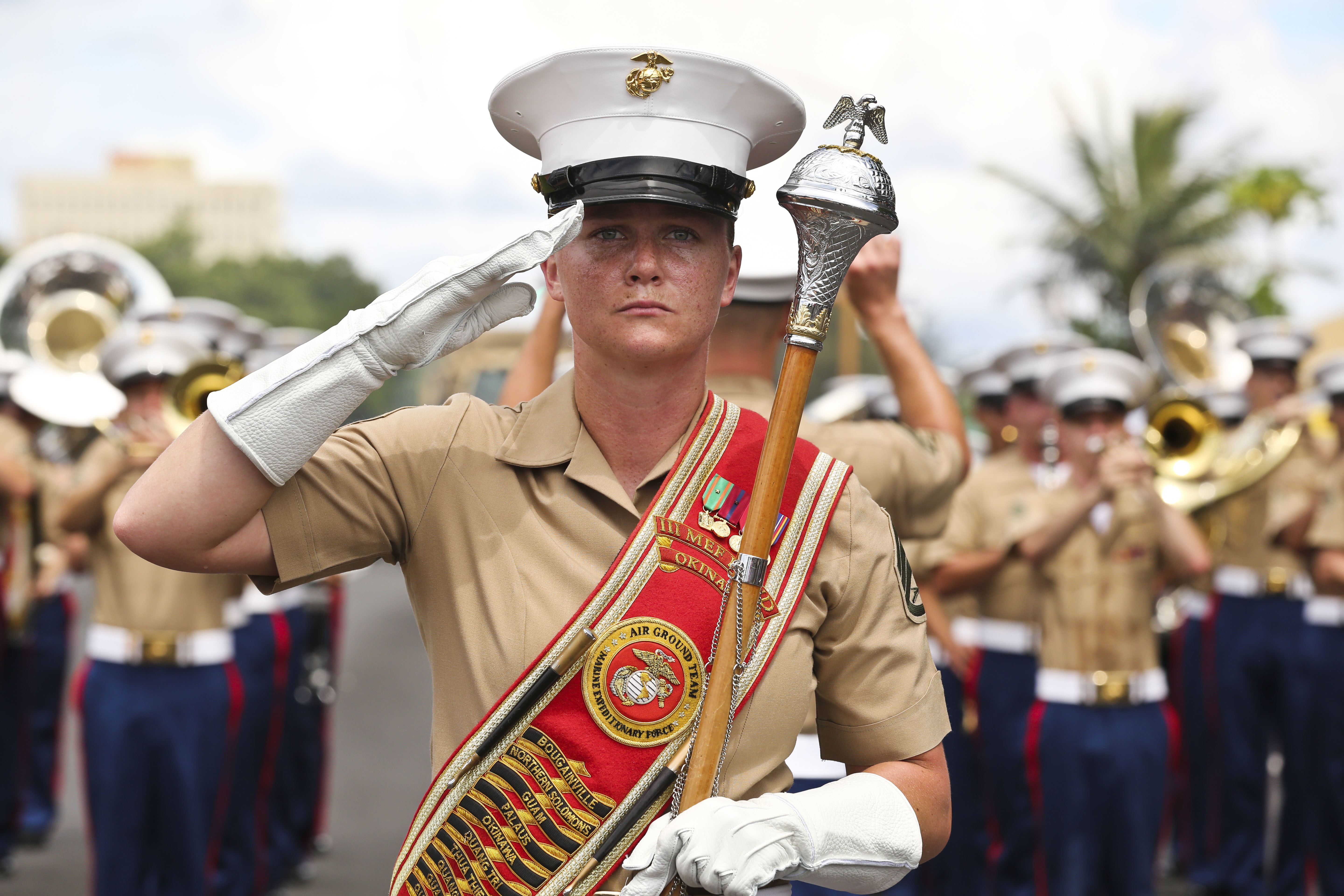
Se representa a un capitán mayor de la III Banda de las Fuerzas Expedicionarias de lo Marines de los Estados Unidos con un bálteo en 2019.

Muchas organizaciones no militares o paramilitares anglosajonas incluyen bálteos como parte de la vestimenta ceremonial. El Cuerpo de Color de Cuarto Grado de los Caballeros de Colón usan bálteos como parte de su uniforme, para sostener una espada ceremonial.
Antes del 2009, la Marching Illini, banda de marcha de la Universidad de Illinois usaba dos bálteos como parte de su uniforme, uno sobre cada hombro. Se cruzaban por delante y por detrás y estaban abotonados en la casaca debajo de una capa y charreteras. Hoy en día, los Marching Illini usan un bálteo con dos lados, ILLINI en un lado y el tradicional bálteo color mamey y blanco del uniforme anterior en el otro.
A menudo se usa un par de bálteos cruzados como parte del uniforme de los bailarines de Morris; los bálteos de diferentes colores ayudan a distinguir los diferentes lados.